# Малая Вишера
Ма́лая Ви́шера — город (с 1921) в России, административный центр Маловишерского муниципального района Новгородской области, железнодорожная станция Октябрьской железной дороги.
Население — 9996 чел. (2021).
Город расположен на реке Малая Вишерка, также называемой и Малая Вишера.

## История
Населённый пункт возник во второй половине XIX века как поселение при железнодорожной станции Николаевской железной дороги на пути из Санкт-Петербурга в Москву.
До открытия станции в окрестностях существовало несколько погостов. В 25 км к северу, на болоте Спасский мох, был Спас-Оскуйский погост, на месте которого в XVI веке была создана Спасо-Оскуйская пустынь, упразднённая в 1764 году. В 50 км, за обширнейшим Гладким болотом, на реке Мде до сих пор располагаются Кременицкий погост и Неболоцкий погост.
Первой постройкой Малой Вишеры принято считать казённую избу для приказчика, десятника и других распорядителей строительства этого участка Николаевской железной дороги, выстроенную в 1843 году артелью крепостных крестьян на берегу реки Малая Вишера. В 1851 году было выстроено здание железнодорожного вокзала высшего разряда по проекту архитектора Р. А. Желязевича.
18 декабря 1871 года поселение на станции Малая Вишера было переведено в разряд посада.
В 1868—1874 гг., во время охотничьих поездок по линии Николаевской железной дороги два раза в сезон Малую Вишеру посещал император Александр II.
29 декабря 1870 года во время охоты Александра II под Малой Вишерой обер-егермейстером графом Ферзеном был случайно убит егермейстер двора В. Я. Скарятин, бывший новгородский и петербуржский гражданский губернатор.
5 февраля 1874 года Малую Вишеру посетил император Австро-Венгрии Франц Иосиф. 6 февраля 1874 года Франц Иосиф и Александр II охотились вблизи Малой Вишеры на медведя.
В 1879 году состоялся первый в России телефонный разговор по проводам на линии Петербург — Малая Вишера.
В 1917 году, в ночь с 28 февраля (13 марта) на 1 марта (14 марта) на станцию Малая Вишера прибыл царский поезд с императором Николаем II, направлявшийся в Царское Село. Здесь состав был задержан, так как дальнейшие станции Любань и Тосно оказались заняты войсками, восставшими в результате Февральской революции. Было принято решение ехать из Малой Вишеры обходным путём в Царское село, но в пути маршрут был изменён и поезд отправился во Псков, где 2 марта (15 марта) император Николай II отрёкся от престола в пользу своего брата, великого князя Михаила Александровича.
10 марта 1918 года на станции Малая Вишера поезд с Владимиром Ильичом Лениным столкнулся с враждебно настроенными анархистскими матросами, самовольно бежавшими с фронта. «Анархистский поезд» был разоружён с помощью латышских стрелков.
В 1918—1927 годах Малая Вишера была административным центром Маловишерского уезда Новгородской губернии.
В 1921 году Малая Вишера получила статус города.
Во время Великой Отечественной войны Малая Вишера 24 октября 1941 года была оккупирована войсками 16-й армии вермахта в ходе Тихвинской оборонительной операции. Однако менее чем через месяц в результате контрнаступления 20 ноября 1941 года город был освобождён войсками 111-й и 259-й стрелковых дивизий 52-й отдельной армии. В феврале 1942 года К. Е. Ворошилов в качестве представителя Ставки Верховного главнокомандования посещал штаб Волховского фронта в городе Малая Вишера.

## Население
| 1885    | 1897    | 1917    | 1920    | 1923    | 1926    | 1931    | 1937    | 1939    | 1943    | 1959    | 1967    |
| ------- | ------- | ------- | ------- | ------- | ------- | ------- | ------- | ------- | ------- | ------- | ------- |
| 4076    | ↗4851   | ↗7287   | ↘7153   | ↘6932   | ↗9432   | ↗11 600 | ↗15 058 | ↗17 620 | ↘6852   | ↗16 109 | ↘15 000 |
| 1970    | 1979    | 1989    | 1992    | 1996    | 1998    | 2001    | 2002    | 2003    | 2005    | 2006    | 2007    |
| ↗15 381 | ↗15 724 | ↘15 647 | ↘15 400 | ↘15 000 | ↘14 800 | ↘14 500 | ↘14 182 | ↗14 200 | ↘13 700 | ↘13 300 | ↘13 100 |
| 2008    | 2009    | 2010    | 2011    | 2012    | 2013    | 2014    | 2015    | 2016    | 2017    | 2018    | 2019    |
| ↘12 920 | ↘12 627 | ↘12 461 | ↗12 500 | ↘12 140 | ↘11 998 | ↘11 789 | ↘11 601 | ↘11 297 | ↘11 015 | ↘10 602 | ↘10 371 |
| 2020    | 2021    |         |         |         |         |         |         |         |         |         |         |
| ↘10 253 | ↘9996   |         |         |         |         |         |         |         |         |         |         |

На 1 января 2025 года по численности населения город находился на 927-м месте из 1124 городов Российской Федерации.
Национальный состав
По итогам переписи населения 2020 года проживали следующие национальности (национальности менее 0,1 % и другое, см. в сноске к строке «Другие»):
| Национальность | Численность, чел. | Доля     |
| -------------- | ----------------- | -------- |
| Русские        | 8791              | 87,95 %  |
| Украинцы       | 53                | 0,53 %   |
| Цыгане         | 50                | 0,50 %   |
| Азербайджанцы  | 50                | 0,50 %   |
| Узбеки         | 31                | 0,31 %   |
| Таджики        | 31                | 0,31 %   |
| Татары         | 16                | 0,16 %   |
| Белорусы       | 15                | 0,15 %   |
| Другие         | 959               | 9,59 %   |
| Итого          | 9996              | 100,00 % |

## Экономика
- Маловишерский стекольный завод, основан в 1881 году, ныне входит в состав холдинга Светлана.

## Учреждения культуры
- [34] Муниципальное бюджетное учреждение культуры «Межпоселенческая библиотечная система Маловишерского района»
- Музей школы № 1
- Маловишерский районный краеведческий музей

В музее работает выставочный зал, экспозиции по истории образования г. Малой Вишеры, памятных мест Маловишерского района.
Муниципальное бюджетное учреждение культуры. Межпоселенческий методический центр народного творчества и культурно-досуговой деятельности (МБУК ММЦНТ и КДД) и его филиал РДК «Светлана».

## Связь
Интернет
Доступ к Интернету в городе предоставляют компании «Ростелеком», «Новлайн»
Кабельное телевидение
Услуги кабельного телевидения предоставляет компания «Новлайн».

## Средства массовой информации
- vishera.online
- Радиостанция «МВ диапазон» — г. Малая Вишера и Маловишерский район.
- Газета «Малая Вишера».
- Газета «Моя Вишера».

## Транспорт
Городской автобус
В городе действуют один городской автобусный маршрут:
- 1 Посёлок Комсомольский — ЦРБ — универмаг — совхоз «Маловишерский»

Маршрут обслуживается Маловишерским ПАТП.
Междугородное автобусное сообщение
- Малая Вишера — Новгород
- Великий Новгород — Любытино
- Великий Новгород — Пестово
- Санкт-Петербург — Малая Вишера — Боровичи

Пригородные электропоезда
По состоянию на 26 января 2012 года
- Малая Вишера — Санкт-Петербург (4 раза в день)
- Малая Вишера — Окуловка (Пн-Пт, Вс 3 раза в день, Сб — 2 раза в день)
- Малая Вишера — Новгород (1 раз в день)
- Малая Вишера — Волховстрой-1 (1 раз в день)

Узкоколейная железная дорога
До 2003 года от города отходила действующая лесовозная узкоколейная железная дорога на северо-восток. В последующие после распада СССР годы рельсы этой дороги, ставшей бесхозной, были постепенно расхищены. В настоящее время дорога не существует.

## Галерея
- Московская улица в Малой Вишере